# Барон Трефгарн
Барон Трефгарн из Кледдо в графстве Пембрукшир — наследственный титул в системе Пэрства Соединённого королевства.
Он был создан 21 января 1947 года для присяжного поверенного, журналиста и политика Джорджа Гарро-Джонса (1894—1960). Ранее он представлял в Палате общин Южный Хакни (1924—1929) и Северный Абердин (1935—1945). В 1954 году он принял новую фамилию «Трефгарн». 
По состоянию по 2024 год носителем титула являлся его сын, Дэвид Гарро Трефгарн, 2-й барон Трефгарн (род. 1941), который сменил своего отца в 1960 году. Он занимал небольшие должности в консервативной администрации Маргарет Тэтчер. Сейчас Лорд Трефгарн был одним из девяноста избранных наследственных пэров, которые остались в Палате лордов после принятия Акта Палаты лордов 1999 года.

## Бароны Трефгарн (1947)
- 1947—1960: Джордж Морган Трефгарн, 1-й барон Трефгарн (14 сентября 1894 — 27 сентября 1960), сын преподобного Дэвида Гарро-Джонса (1864—1935)[1];
- 1960 — настоящее время: Дэвид Гарро Трефгарн, 2-й барон Трефгарн (род. 31 марта 1941), старший сын предыдущего[2];
  - Наследник титула: достопочтенный Джордж Гарро Трефгарн (род. 4 января 1970), старший сын предыдущего[3];
    - Наследник наследника: Уильям Дэвид Гарро Трефгарн (род. 30 января 2010), единственный сын предыдущего[4].